# Arduboy

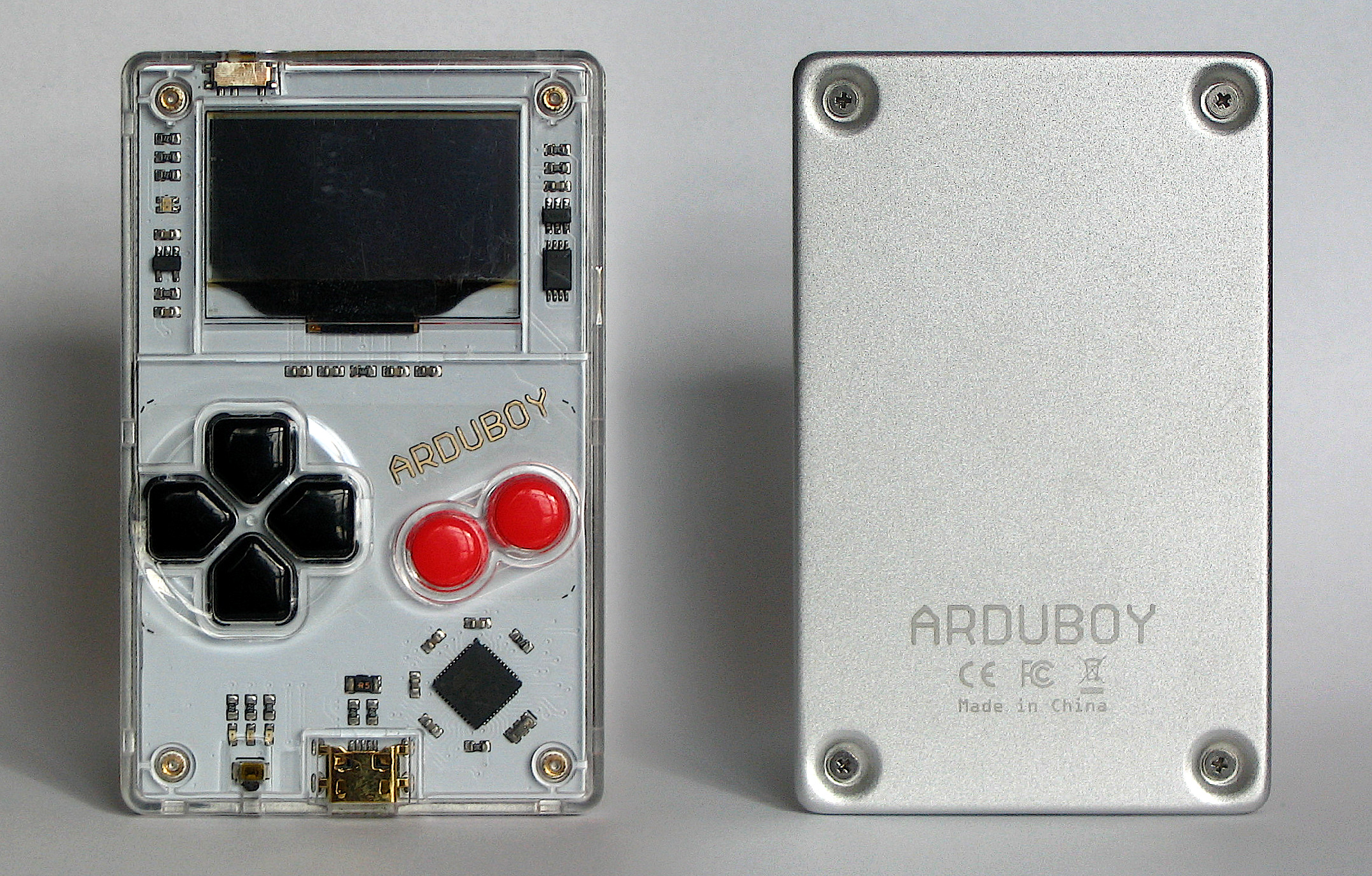
Esta imagem mostra o console de jogos aberto Arduboy de frente e de trás.

O Arduboy é um console portátil baseado na plataforma aberta Arduino criado por Kevin Bates lançado em 2016 pelo preço de US$39, inicialmente como um projeto no sítio Kickstarter tendo seu nome inspirado no Game Boy.

## Especificações técnicas
- Tela : OLED monocromática de 1,3 polegadas, 128 x 64 pixels
- Processador : ATmega32u4 de 8MHz
- Memória : 32KB Flash, 2.5KB RAM, 1KB EEPROM
- Conectividade : USB 2.0
- 6 butões
- Bateria : 180 mAh
- Dimensões: 85,60 × 53,98 mm x 5 mm [3][4][5][6][7]